# Jörg Engelmann
Jörg Engelmann (* 4. September 1963) ist ein ehemaliger deutscher Fußballspieler. In der höchsten Spielklasse des DDR-Fußballs, der Oberliga, spielte er für den FC Sachsen Leipzig und den 1. FC Lokomotive Leipzig. Für jenen aus dem 1. FC Lok gegründeten VfB Leipzig lief er in der Beletage des gesamtdeutschen Fußballs, der Bundesliga, auf.

## Sportliche Laufbahn
Nach dem Abstieg der BSG Chemie Böhlen im Frühjahr 1983 aus der Oberliga wechselte der damals 19-jährige Angreifer in der Sommerpause von der BSG Aktivist Espenhain ins Stadion an der Jahnbaude. Dort lief er in der Spielzeit 1983/1984 erstmals in der zweitklassigen Liga auf und entwickelte sich in den Folgejahren zum Stammspieler der Böhlener.
Zum Jahreswechsel 1986/87 und somit zur Halbzeit der Saison 1986/87 wechselte er zur BSG Chemie Leipzig. Auch mit dieser überregional bekannten Betriebssportgemeinschaft aus der Messestadt spielte Engelmann bis Ende der 1980er-Jahre im ostdeutschen Unterhaus. In der Wendesaison 1989/90 belegten die Leutzscher hinter Engelmanns früherer Gemeinschaft aus Böhlen den 2. Platz und verpassten den Oberligaaufstieg.
Da Oberligaaufsteiger Chemie Böhlen und Chemie Leipzig, kurzzeitig im Sommer 1990 als FC Grün-Weiß 1990 Leipzig firmierend, vor der letzten eigenständigen Saison des ostdeutschen Erstligafußballs 1990/91 ihre Kräfte bündelten und Engelmann den Cut beim Zusammenführen beider Kader überstand, gelang ihm auf diesem (Um)Weg der Sprung in die Beletage. Dort kam der 1,81 Meter große Stürmer aber nur einmal für den FC Sachsen zum Einsatz, bevor er im Herbst zum Ortsrivalen 1. FC Lokomotive Leipzig transferiert wurde. Mit Lok qualifizierte er sich über eine Aufstiegsrunde für die Premierensaison, in der die Elf aus Probstheida nunmehr als VfB Leipzig antrat, der nunmehr gesamtdeutschen 2. Bundesliga.
Am Ende der Zweitligasaison 1992/93 stieg er mit der Mannschaft in die Bundesliga auf. Dort kam er 1993/94 noch zu drei Einsätzen. Im Frühjahr 1994 stieg die Mannschaft wieder ab und Engelmann wechselte in der Sommerpause zum 1. SV Gera in die Oberliga Nordost. Nach einer Saison kehrte er zum VfB Leipzig zurück, spielte aber ausschließlich für die Amateurmannschaft des Vereins. 1997 wechselte er zum Oberliga-Aufsteiger SV 1919 Grimma, später ließ er unter anderem beim FC Bad Lausick unterklassig ausklingen.

## Berufliche Laufbahn
Hauptberuflich ist Engelmann als Physiotherapeut tätig.